# Andreas Arnstedt
Andreas Arnstedt (* 31. August 1969  in Gera) ist ein deutscher Schauspieler, Drehbuchautor, Produzent und Regisseur.

## Leben
Arnstedt absolvierte eine Schauspielausbildung an der HFF Konrad Wolf in Potsdam-Babelsberg und im Theaterverein 1990 Berlin. Er war in verschiedenen Fernseh- und Theaterproduktionen zu sehen und stellte sein komödiantisches Können auch für längere Zeit auf den Bühnen der Kleinen Komödie am Max II in München und der Komödie am Dom in Köln unter Beweis. Er wuchs in Dornburg/Saale auf.
Bekannt wurde er in seiner Rolle als „Lukas Heitz“ in der Daily-Soap Gute Zeiten, schlechte Zeiten sowie als Sanitäter „Kai Norge“ in Küstenwache.
Im Jahr 2006 trat er erstmals als Autor und Regisseur in Erscheinung: Auf der Bühne des Berliner Theaters Hebbel am Ufer inszeniert er Mathieu Carrière in einer szenischen Lesung des Stückes Der Kanzler oder Die Göring Collection.
2008 bis 2009 entsteht sein erster Kinofilm als Regisseur, Drehbuchautor und Produzent. Die Entbehrlichen startete am 30. September 2010 in Deutschland. Für diesen Film wurde er beim Internationalen Filmfestival São Paulo als Bester Regisseur ausgezeichnet. Vier Jahre später agierte er ein zweites Mal als Regisseur und Drehbuchautor in der Satire Der Kuckuck und der Esel.
2016 folgte das Drama Tod auf Raten (internationaler Titel: Short Term Memory Loss), mit Veronica Ferres und Oliver Stokowski in den Hauptrollen und im Jahre 2017 die auf einer wahren Begebenheit beruhende Tragikomödie Vollmond sowie die schwarze Komödie Das schaffen wir schon, die eine Geiselnahme während der Bundestagswahl 2017 thematisiert.
Arnstedt ist gelernter Möbeltischler. Aufgewachsen ist er in Dornburg/Saale und besuchte die Staatliche Regelschule Dorndorf-Steudnitz. Er durchlief von Mai 1989 bis zu seiner Unehrenhaften Entlassung im Dezember 1989 die Nationale Volksarmee (NVA).
Arnstedt unterrichtet an der Coaching Company Berlin.

## Filmografie

### Als Schauspieler

#### Theater (1993–2000)
- Die Welle (Morton Rhue), im Theater im Palais, Berlin
- Kuß im Rinnstein (Nelson Rodrigues), im Maxim-Gorki-Theater, Berlin
- Furcht und Hoffnung in Deutschland (Franz Xaver Kroetz), auf der Vaganten Bühne Berlin
- Was ihr wollt (William Shakespeare), am Stadttheater Freiberg
- Wenn es Herbst wird, an der Kleinen Komödie am Max II, München
- Kugeln überm Broadway (Woody Allen), an der Komödie am Dom, Köln

#### Film/Fernsehen (Auswahl)
- 1994: Gute Zeiten, schlechte Zeiten
- 1994: Und tschüss!
- 1995: Ein flotter Dreier
- 1996: Und tschüss! In Amerika
- 1996: Coming In
- 1996: Martin Berg – Eine saubere Gesellschaft
- 1997: Alarm für Cobra 11 – Die Autobahnpolizei
- 1997: Heartroad
- 1998: Und tschüss! Ballermann olé
- 2000: Im Namen des Gesetzes
- 2000: Die Motorrad-Cops – Hart am Limit
- 2001: Krista – Nimm Zwei
- 2001: Für alle Fälle Stefanie
- 1999, 2002–2014: Küstenwache (212 Folgen)

##### Gastauftritte
- 1998: SK-Babies – Der Abflug
- 1998: Balko – Der Clown
- 1999: In aller Freundschaft – Kinderwünsche
- 2000: Die Wache – Kurzschluss
- 2001: SOKO 5113 – Besessen
- 2003: SOKO Kitzbühel – Farben des Todes
- 2004: Die Sitte – Der letzte Kunde
- 2005: SOKO Leipzig – Nervenkitzel
- 2005: Die Rosenheim-Cops – Mord im Paradies

### Als Regisseur
- 2010: Die Entbehrlichen
- 2014: Der Kuckuck und der Esel
- 2016: Tod auf Raten (internationaler Titel: Short Term Memory Loss)
- 2017: Das schaffen wir schon
- 2017: Vollmond

### Musik
Als „Zombie“ (seine Rolle bei „Und tschüss!“) hatte er auf dem Soundtrack von „Und Tschüss!!!“ ein Cover des Roy Black Titels „Schön ist es auf der Welt zu sein“. Ebenfalls gab es ein Cover des Eric Clapton Songs She’s Waiting auf dem Soundtrack „Und tschüss! – In Amerika“.

## Auszeichnungen und Nominierungen (Auswahl)
- 2010 Los Angeles International Film Fest: ausgezeichnet für Best Feature Film für „Die Entbehrlichen“
- 2010 New Hope Film Festival, New York: ausgezeichnet mit dem Publikumspreis Danny Award für den Besten Film für „Die Entbehrlichen“
- 2010 Los Angeles Movie Awards: Award of Excellence-Narrative Feature Beste Regie, Bestes Drehbuch für „Die Entbehrlichen“
- 2010 Max Ophüls Festival, Saarbrücken: Sonderpreis der Jury für „Die Entbehrlichen“
- 2009 São Paulo International Film Festival, Brasilien: Beste Regie für „Die Entbehrlichen“
- 2014 Förderpreis Neues Deutsches Kino, Hof